# بن أباد (رقة)
بن أباد (بالفارسية: بون‌آباد) هي مستوطنة تقع في إيران في قسم رقة الريفي.